# Godfried II van Joinville
Godfried II van Joinville (overleden in 1096) was van 1080 tot aan zijn dood heer van Joinville. Hij behoorde tot het huis Joinville.

## Levensloop
Godfried II was de oudste zoon van heer Godfried I van Joinville en diens echtgenote Blanche, dochter van graaf Arnulf van Reynel. Na het overlijden van zijn vader in 1080 werd hij heer van Joinville. Hij wordt ook genoemd als graaf van Joigny, maar het is niet duidelijk of hij deze functie ook uitoefende.
Net als zijn vader en grootvader had Godfried de gewoonte om op een ongenadige manier kerkgoederen te bemachtigen, vaak door afpersing. Onder zijn regering kwam er een steeds grotere toenadering met de graven van Champagne, die optraden als bemiddelaar in conflicten tussen Godfried II en de abten van verschillende kloosters in Champagne. Hij overleed in 1096.

## Huwelijk en nakomelingen
Godfried was gehuwd met Hoderine, dochter van heer Jocelin I van Courtenay. Ze kregen volgende kinderen:
- Godfried, overleed voor zijn vader
- Reinoud (overleden na 1103), is mogelijk dezelfde persoon als graaf Reinoud III van Joigny
- Rogier (overleden rond 1128), heer van Joinville
- Hedwig (overleden na 1141), huwde met Gobert I van Aspremont
- Laura, abdis